# Iris nectarifera
Iris nectarifera là một loài thực vật có hoa trong họ Diên vĩ. Loài này được Güner miêu tả khoa học đầu tiên năm 1980.